# Marthe-Marguerite de Caylus
Pour les articles homonymes, voir Valois, Villette et Caylus.
Marthe-Marguerite Le Valois de Villette de Mursay, marquise de Caylus, née à Échiré le 17 avril 1671 et morte le 15 avril 1729 à Paris, est une femme de lettres et mémorialiste française, nièce à la mode de Bretagne de Madame de Maintenon.

## Biographie
Marthe-Marguerite Le Valois de Villette naît dans le château de Mursay à Échiré, gentilhommière qui appartient à son arrière-grand-père Agrippa d'Aubigné. Issue d'une noblesse désargentée, elle se rattache à la branche huguenote de la descendance d'Agrippa.
À la fin de 1680, Madame de Maintenon, née Françoise d'Aubigné, enlève sa petite cousine, qui n'est alors que Mademoiselle de Mursay, ainsi que son frère aîné, à son cousin, Philippe de Villette, farouche protestant, et à sa femme. L'enlèvement n'émeut que le père, mais ne scandalise pas sa mère (« nullement dans la confidence des desseins qu'on avait sur moi », selon Madame de Caylus), soulagée de voir sa fille entre d'aussi bonnes mains, et la petite fille qui fait, dans ses Souvenirs, le récit de son abjuration : « Je pleurai d'abord beaucoup, mais je trouvai le lendemain la messe du Roi si belle, que je consentis à me faire catholique, à condition que je l'entendrais tous les jours et que l'on me garantirait du fouet. Ce fut là toute la controverse qu'on employa et la seule abjuration que je fis. »
Elle épouse le 14 mars 1686, dans la chapelle royale du Roy à Versailles « en ce temps de carême », le marquis Anne III de Grimoard de Caylus, frère aîné de Charles de Caylus, évêque d'Auxerre. Elle se fait remarquer à la cour de Louis XIV par ses grâces et son esprit joyeux. Elle est la mère du comte de Caylus, collectionneur d'antiquités.
Elle a joué, sur commande du Roi et pour Jean Racine dans les représentations originales d’Esther, œuvre majeure écrite et mise en scène par Racine en l’honneur du Roi et de Madame de Maintenon et jouée en la Maison des Dames de Saint-Cyr.
Elle a laissé, sous le titre de Souvenirs de Mme de Caylus, d’intéressants mémoires sur son temps et sur la vie de Madame de Maintenon, qui la considérait comme sa fille. Ces mémoires furent publiés par Voltaire qui disait que « tout ce que raconte madame la marquise de Caylus est vrai », (Genève, 1770). Ils ont été réimprimés en 1804 par Louis-Simon Auger, et en 1860 par Charles Asselineau, ainsi que, plusieurs fois, à l'époque contemporaine, aux éditions du Mercure de France.
Madame de Caylus dit dans ses Souvenirs : « et la cour de Louis XIV, Madame de Maintenon, Racine qui voulut la voir dans Esther, Saint-Simon qui appréciait sa finesse… tous ces grands personnages font revivre l’esprit même de Versailles au temps du Roi Soleil ».

## Iconographie
En 1743, Jean Daullé grave le portrait de Madame de Caylus d'après un buste exécuté par Hyacinthe Rigaud, lequel s'est inspiré d'un portrait de famille puisque le modèle était déjà mort depuis quinze ans : « buste sans main [sic] accommodé par Mr Rigaud d’après un petit portrait en miniature, dont il na pris que la tête et la coeffure. L’attitude et les autres accompagnements sont de sa composition. P[eint] ou plutôt esquissé. G[ravé] la même année par J. Daullé ».

### Sources
- Souvenirs de Madame de Caylus, dans les Œuvres complètes de Voltaire, t. 71A, Voltaire Foundation, 2005  (ISBN 978-0-7294-0863-9)
- Souvenirs de Madame de Caylus, Mercure de France, 1986  (ISBN 2-7152-1424-3)
- Françoise de  Maintenon, Marthe-Marguerite Caylus, Mme de Dangeau, L'Estime et la tendresse, correspondances intimes réunies et présentées par Pierre Eugène Leroy et Marcel Loyau, Paris, Albin Michel, 1998.
- BNF, Manuscrits français 15199, Lettres de Madame DE MAINTENON au marquis, à la marquise, au comte et à la comtesse de Caylus et de la comtesse DE CAYLUS à Madame de Maintenon. (1686-1708). Numérisé sur gallica.